# Wolfgang Liebe (Apotheker)

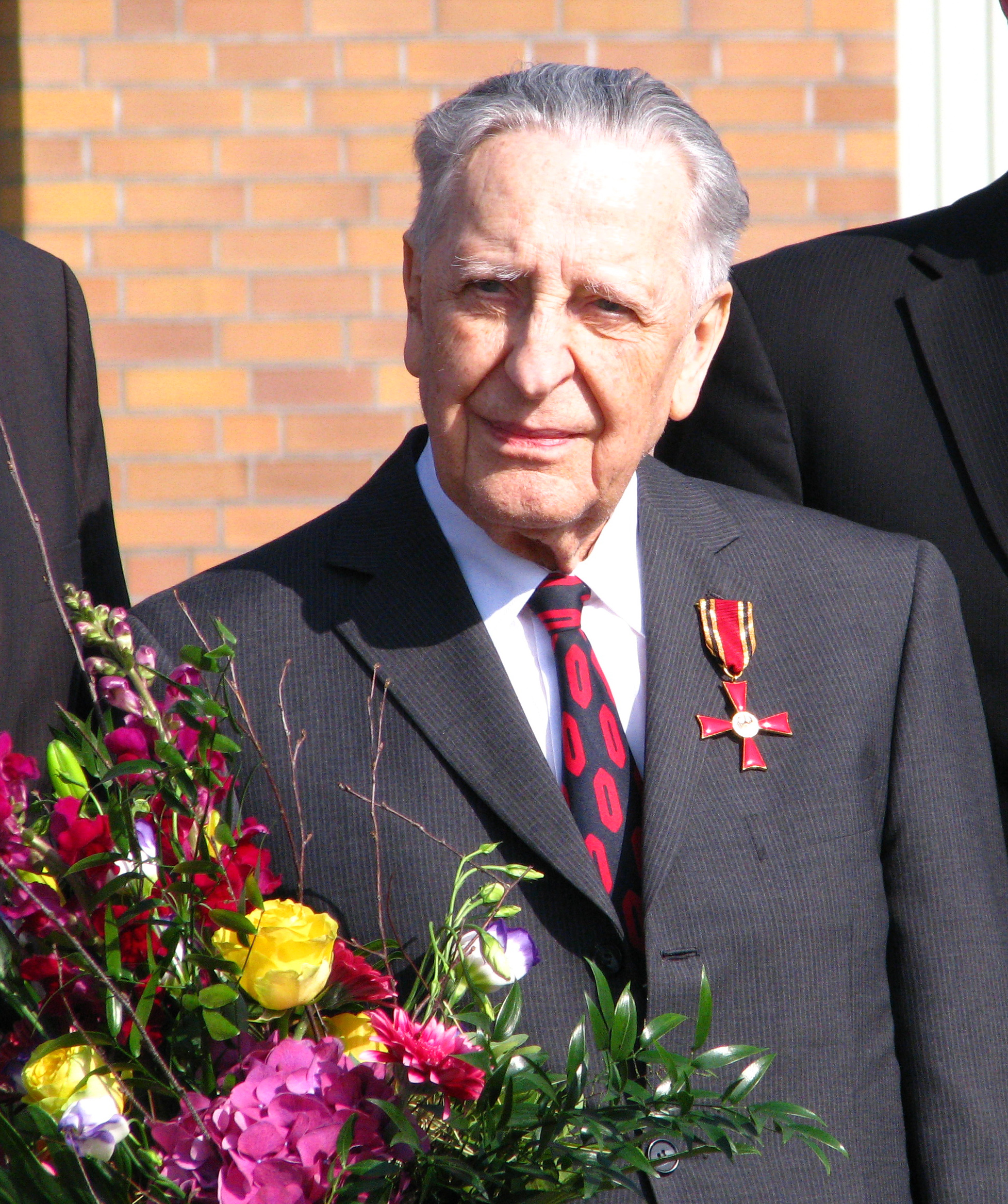
Wolfgang Liebe am 7. Mai 2012

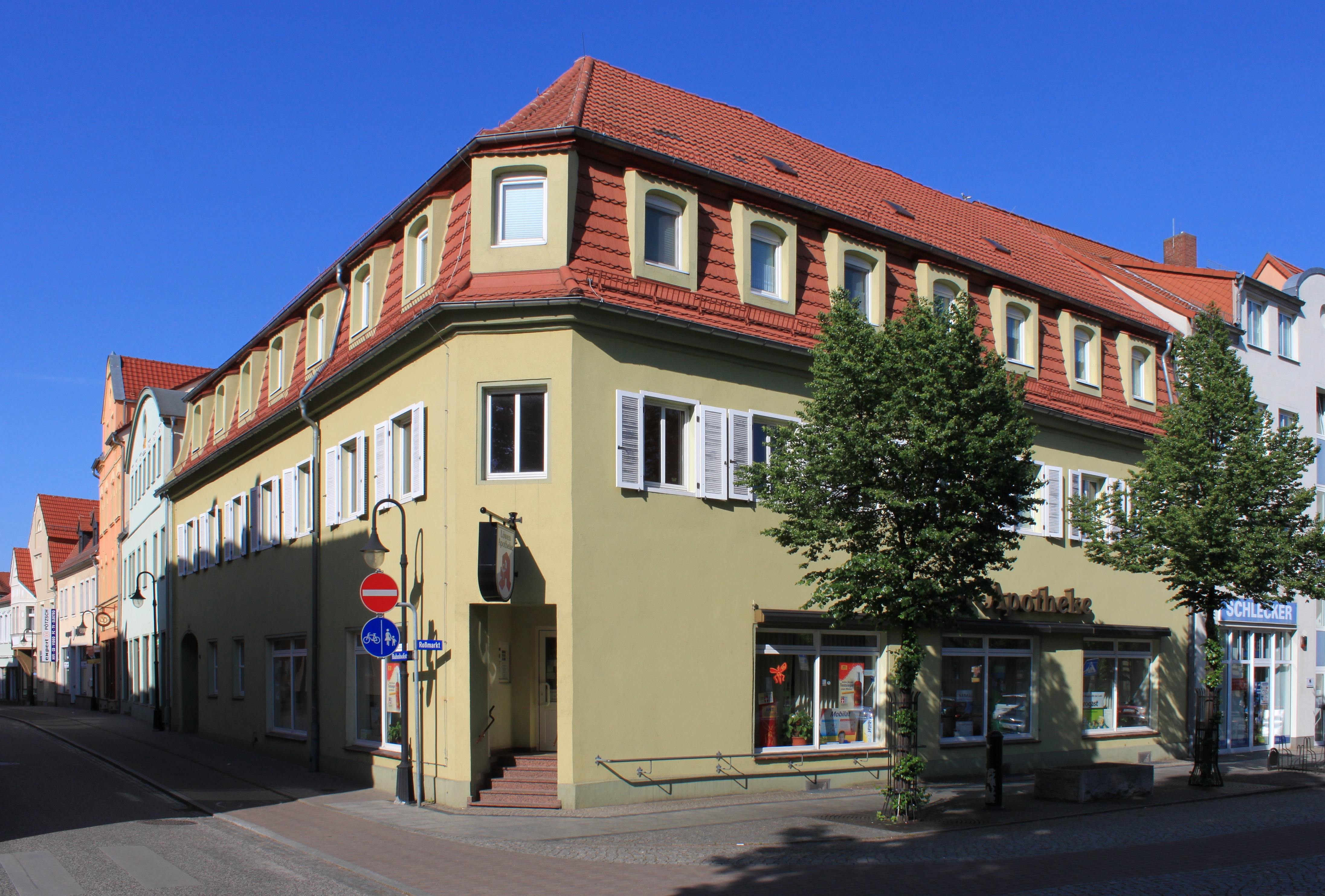
Liebes Löwen-Apotheke am Rossmarkt von Bad Liebenwerda

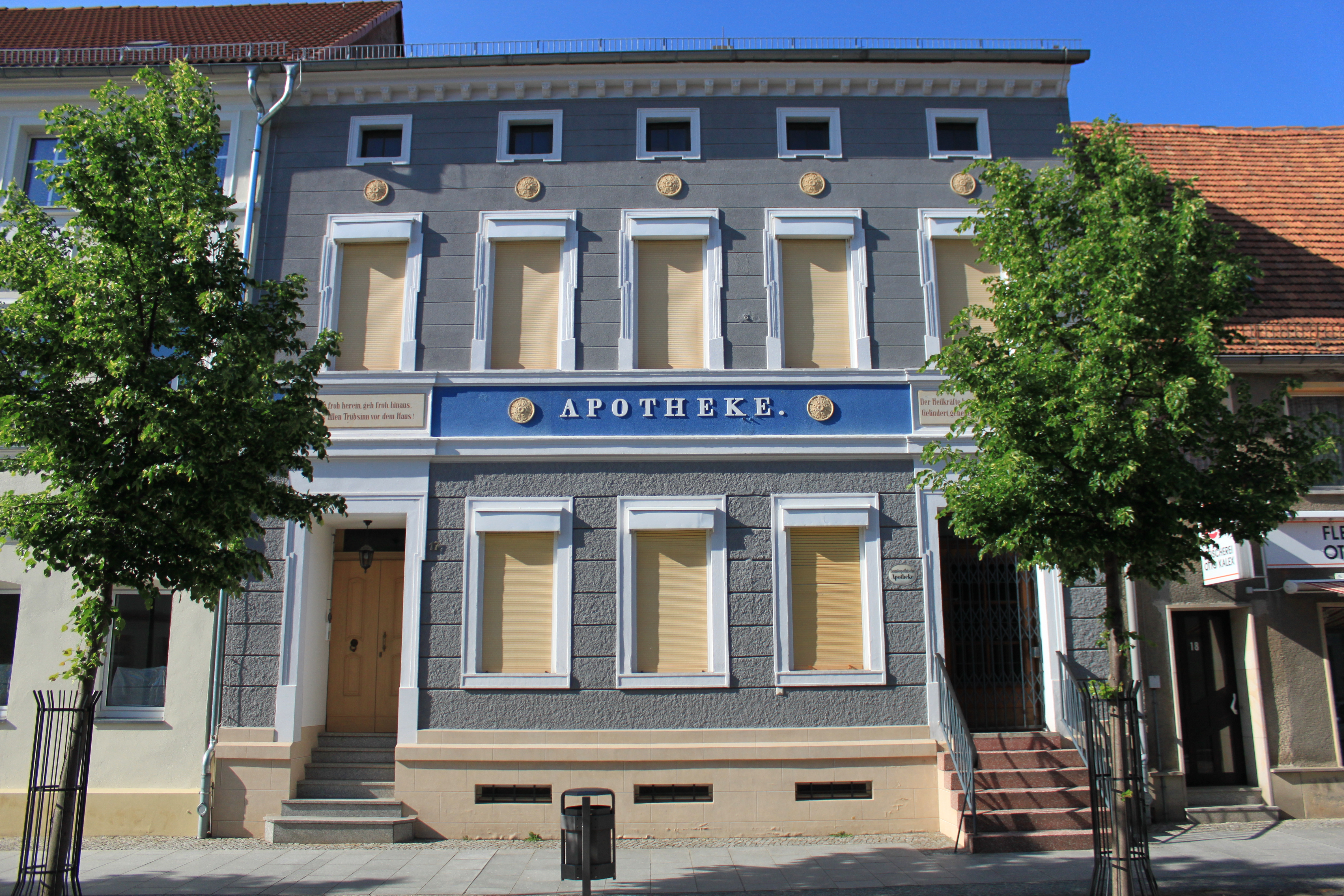
Die alte Löwen-Apotheke, Breite Straße

Gustav Martin Wolfgang Liebe (* 17. Juni 1917 in Liebenwerda; † 1. August 2017 in Bad Liebenwerda) war während seiner Zeit der älteste noch tätige Apotheker in Deutschland. Er führte seine Apotheke in der brandenburgischen Kurstadt Bad Liebenwerda als privatwirtschaftliches Unternehmen seit 1947, selbst durch die Zeit der DDR-Planwirtschaft hindurch. Liebe war Ehrenbürger seiner Heimatstadt und Ehrendoktor der Internationalen Universität Kirgisistan (IUK) in Bischkek, Kirgisistan.

## Leben und Wirken
Wolfgang Liebe wurde 1917 als Sohn des Apothekers Albin Liebe und seiner Ehefrau Martha Liebe, geb. Neimann im Hause der Liebenwerdaer Apotheke in der Breiten Straße geboren. Die traditionsreiche, erstmals im Dreißigjährigen Krieg erwähnte Löwen-Apotheke führte Liebes Vater bereits während der Weimarer Republik. Liebe besuchte die Schule in Liebenwerda bis zur sechsten Klasse, anschließend die Lessingschule in Kamenz, seit 1925 Oberrealschule. Zwei Jahre später kam er, durch einen Wohnortwechsel bedingt, an die Deutsche Oberschule in Nossen, wo er 1936 die Reifeprüfung ablegte. Danach verbrachte Wolfgang Liebe zwei praktische Jahre in der väterlichen Apotheke, bis er nach Ablegung des Vorexamens 1938 das Studium der Pharmazie in Leipzig begann. Vom Kriegsdienst während des Zweiten Weltkriegs wurde er aufgrund von leichten Herzbeschwerden freigestellt. 1941 erzielte er beim Staatsexamen die Note Sehr Gut. Nach Ableistung des sozialen Landhalbjahrs in der Elsterwerdaer Apotheke erhielt er die Approbation zum Apotheker.
Zurück in der Apotheke seines Vaters übernahm er diese 1945 als Leiter und 1947 als Inhaber. Er strebte jedoch ein Studium der Medizin an, was ihm 1948 unter der Voraussetzung genehmigt wurde, den Betrieb seiner Apotheke weiterhin zu gewährleisten. Er begann das Medizinstudium an der Universität Halle, wo er 1951 den ersten Abschnitt der ärztlichen Prüfung absolvierte. Die weiteren Praktika führte Liebe an den Kliniken der Humboldt-Universität zu Berlin aus. Dort begann er mit einer Dissertation zum Thema Die Frühbehandlung der angeborenen Hüftdysplasie, mit Professor Friedrich Loeffler als Doktorvater.
Kurz vor der Fertigstellung dieser Arbeit gab es personelle Probleme in seiner Apotheke, die ihn zwangen, seine Arbeit abzubrechen und das wirtschaftliche Überleben des Unternehmens sicherzustellen. Es handelte sich um die einzige Apotheke im Bezirk Cottbus, die sich noch in Privatbesitz befand. In den darauffolgenden Jahren war es Wolfgang Liebe nicht möglich, sein Studium und seine Dissertation zu beenden. Es gelang ihm jedoch, seine Apotheke gegen die staatlichen Interessen der DDR weiter als privates Unternehmen zu führen. Seit 1972 führte Liebe den Titel Pharmazierat. Nach der Wende verließ er 1995 mit seiner Apotheke sein Vaterhaus und zog zum Bad Liebenwerdaer Rossmarkt um – seine „Antwort auf die nun etablierte Marktwirtschaft“. Sein hohes medizinisches und pharmakologisches Wissen sowie seine Art im Umgang mit Menschen machten ihn und seine Apotheke überregional bekannt, wozu auch eine seit 2009 mehrmals ausgestrahlte Fernsehberichterstattung über sein Leben beitrug.
Bis zu seinem Tod arbeitete Liebe täglich in seiner Löwen-Apotheke am Rossmarkt, er war damit der älteste noch aktive Apotheker in der Bundesrepublik Deutschland zu seiner Zeit. Wolfgang Liebe war verheiratet, seine Frau verstarb im Jahre 2005.

## Zitat
„Meine Erfüllung ist die Apotheke an sich, ist es, den Menschen ein wenig Last von der Seele zu nehmen. Friede und Erfüllung lassen mich zur Harmonie gelangen.“

## Ehrungen

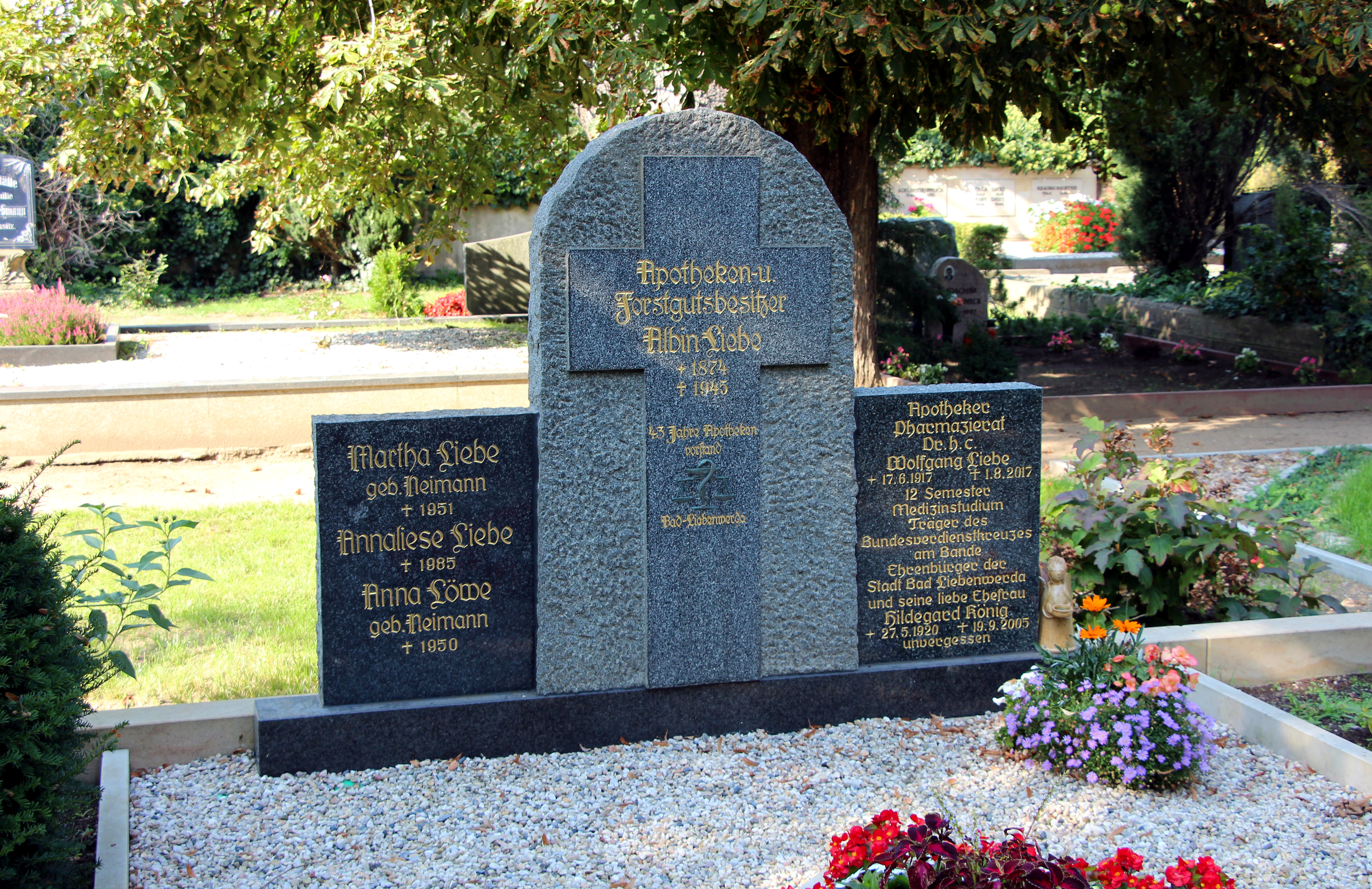
Familiengrabanlage Liebe auf dem Liebenwerdaer Stadtfriedhof (2020)

1972 wurde Wolfgang Liebe der Titel Pharmazierat verliehen, womit in der damaligen DDR seine hervorragenden Leistungen in der unmittelbaren medizinischen und sozialen Betreuung der Bürger gewürdigt wurden.
Aufgrund eines Beschlusses der Stadtverordnetenversammlung vom Mai 2007 wurde Liebe am 17. Juni 2007, seinem 90. Geburtstag, zum Ehrenbürger von Bad Liebenwerda ernannt. Im Rahmen eines öffentlichen Festaktes erfolgte durch den Bürgermeister Thomas Richter die Verleihung des Ehrenbürgertitels, mit dem die Verdienste Liebes um die Stadt Liebenwerda und um die Menschen, die dort leben, gewürdigt wurden.
2009 wurde Liebe mit Beschluss des Wissenschaftlichen Beirates der International University of Kyrgyzstan (IUK) in Bischkek (Kirgisistan) mit dem Titel „Doctor honoris causa“ geehrt. Mit der ehrenhalber verliehenen Auszeichnung wurden Liebes Lebenswerk und seine Verdienste im sozialen Bereich anerkannt und gewürdigt. Die Übergabe der Verleihungsurkunde erfolgte im Rahmen eines Festaktes am 26. Juli 2009 durch den Vorsitzenden des Vereins für Stadtmarketing und Wirtschaft Bad Liebenwerda, Wolfgang Eckelmann. Der Verein hatte sich seit 2007 für eine Verleihung der Ehrendoktorwürde an Liebe eingesetzt und dabei unter anderem Unterstützung bei Liebes Berufskollegen und der Ärzteschaft von Bad Liebenwerda gefunden. Auch das Institut für Pharmazie der Universität Leipzig würdigte das hohe soziale Engagement von Liebe, verwies aber wie die ebenfalls angesprochenen Landesregierungen in Brandenburg und Sachsen-Anhalt auf die bestehenden Hochschulgesetze der deutschen Bundesländer, wonach eine Ehrenpromotion nur bei „besonderen Verdiensten um Wissenschaft, Technik, Kultur und Kunst“ ermöglicht werde und eine Verleihung für „Verdienste im sozialen Bereich“ nicht vorgesehen sei. Über Kontakte zu Hochschulkreisen in Aachen und Polen wurde dann die Verbindung zu der 1993 gegründeten IUK in Kirgisistan hergestellt, die international ausgerichtet ist und in die auch eine International School of Medicine (ISM) integriert ist.
Am 7. Mai 2012 wurde Wolfgang Liebe das Verdienstkreuz am Bande des Verdienstordens der Bundesrepublik Deutschland im Rahmen einer Sitzung des Kreistages in Falkenberg/Elster vom Landrat verliehen. Mit dieser Auszeichnung wurde das ehrenamtliche Engagement Liebes gewürdigt.
Eine Bad Liebenwerdaer Seniorenwohnstätte, welche im Oktober 2016 eröffnet wurde, wurde nach Wolfgang Liebe benannt.

## Medien (Auswahl)